# Фирова, Татьяна Павловна
Татьяна Павловна Фи́рова (род. 10 октября 1982, Арзамас-16, Горьковская область) — российская легкоатлетка, специализирующаяся в беге на дистанции 400 м, серебряный призёр Олимпийских игр в эстафете 4×400 м, чемпионка мира (2005). Заслуженный мастер спорта России.
В 2016 году решением МОК была лишена серебряной награды Олимпийских игр 2008 года в эстафете 4×400 м из-за дисквалификации российской команды после обнаружения положительной допинг-пробы у Татьяны Фировой.
В 2017 году решением МОК была лишена серебряной награды Олимпийских игр 2012 года в эстафете 4×400 м из-за дисквалификации российской команды после обнаружения в пробах Антонины Кривошапки допинга. 11 августа 2017 года Фирова заявила о том, что она не собирается возвращать Олимпийские награды.

## Биография
Татьяна Фирова занимается легкой атлетикой с раннего детства, её первым тренером была Марина Юрьевна Мочкаева. Также Татьяна тренировалась у Александра Викторовича Абрамова в клубе «Металлург» (Выкса) и Сергея Александровича Попова.
В 2001 году стала чемпионкой Европы среди юниоров, в 2003 году — чемпионкой Европы среди молодежи и двукратной победительницей Универсиады-2003.
В 2004 году в Афинах Татьяна впервые приняла участие в соревнованиях Олимпийских игр и завоевала серебряную медаль в эстафете 4х400.
В 2009 году она стала бронзовой медалисткой чемпионата мира по легкой атлетике в Берлине, в эстафете 4×400. В этом же году её признали лучшей спортсменкой Нижегородской области по опросу газеты «Нижегородский спорт».
В феврале 2010 года стала чемпионкой России в закрытых помещениях на дистанции 400 м.
На чемпионате мира по легкой атлетике в помещениях в 2010 году в Катаре Татьяна вместе с подругами по команде Ксенией Вдовиной, Натальей Назаровой, Светланой Поспеловой стала серебряной медалисткой в эстафете 4×400 м, а также выиграла первую индивидуальную награду на крупных турнирах — серебро в забеге на 400 м.
Неоднократно Татьяна Фирова становилась призёром этапов Гран-при ИААФ.

## Результаты
Лучшие результаты по годам и место в списке мирового сезона
| Год   | 2003  | 2004  | 2005  | 2006  | 2007  | 2008  | 2009  | 2010  | 2011  | 2012  |
| ----- | ----- | ----- | ----- | ----- | ----- | ----- | ----- | ----- | ----- | ----- |
| 400 м | 51,43 | 50,53 | 50,41 | 50,08 | 50,98 | 50,11 | 50,59 | 49,89 | 50,84 | 49,72 |
| Место | 32    | 15    | 11    | 8     | 22    | 10    | 18    | 2     | 16    | 6     |

## Награды
- Медаль ордена «За заслуги перед Отечеством» I степени (13 августа 2012 года) — за большой вклад в развитие физической культуры и спорта, высокие спортивные достижения на Играх XXX Олимпиады 2012 года в городе Лондоне (Великобритания)[6].
- Медаль ордена «За заслуги перед Отечеством» II степени (16 марта 2007 года) — за заслуги в развитии физической культуры и спорта и многолетнюю добросовестную работу[7].
- Благодарность Президента Российской Федерации (2 августа 2009 года) — за заслуги в развитии физической культуры и спорта, высокие спортивные достижения на Играх XXIX Олимпиады 2008 года в Пекине[8].

## Личные рекорды
| Дистанция | Время   | Место     | Дата     |
| 600 м     | 1.25,23 | Москва    | 27.01.08 |
| 500 м     | 1.09,41 | Москва    | 12.01.08 |
| 400 м     | 49,72   | Чебоксары | 05.07.12 |
| 300 м     | 37,82   | Москва    | 01.02.09 |
| 200       | 23,32   | Жуковский | 26.06.10 |

Училась в средней школе номер 5 до 9 класса, после окончания перешла в школу номер 15 в которой заканчивала 10-11 класс.